# Asfixia erótica
Las asfixias eróticas, también llamada hipoxifilia, hipofixiofilia o asfixiofilia, es una manera de obtener satisfacción sexual a través de la disminución de la respiración durante la actividad sexual, puede ser realizada por uno mismo o en la actividad con otra persona.

## Descripción
Consiste en impedir la respiración de la pareja o la propia, ya sea mediante la obstrucción de las vías respiratorias cubriendo la cabeza con elementos plásticos o de látex o recurriendo a la semiestrangulación. Se trata de una práctica sexual peligrosa que ha llegado a ser causa de muerte. Cuando lo practica una persona sola se denomina autoasfixia erótica. El término «autoasfixia erótica» fue acuñado en 1991 en un estudio en una revista científica estadounidense.

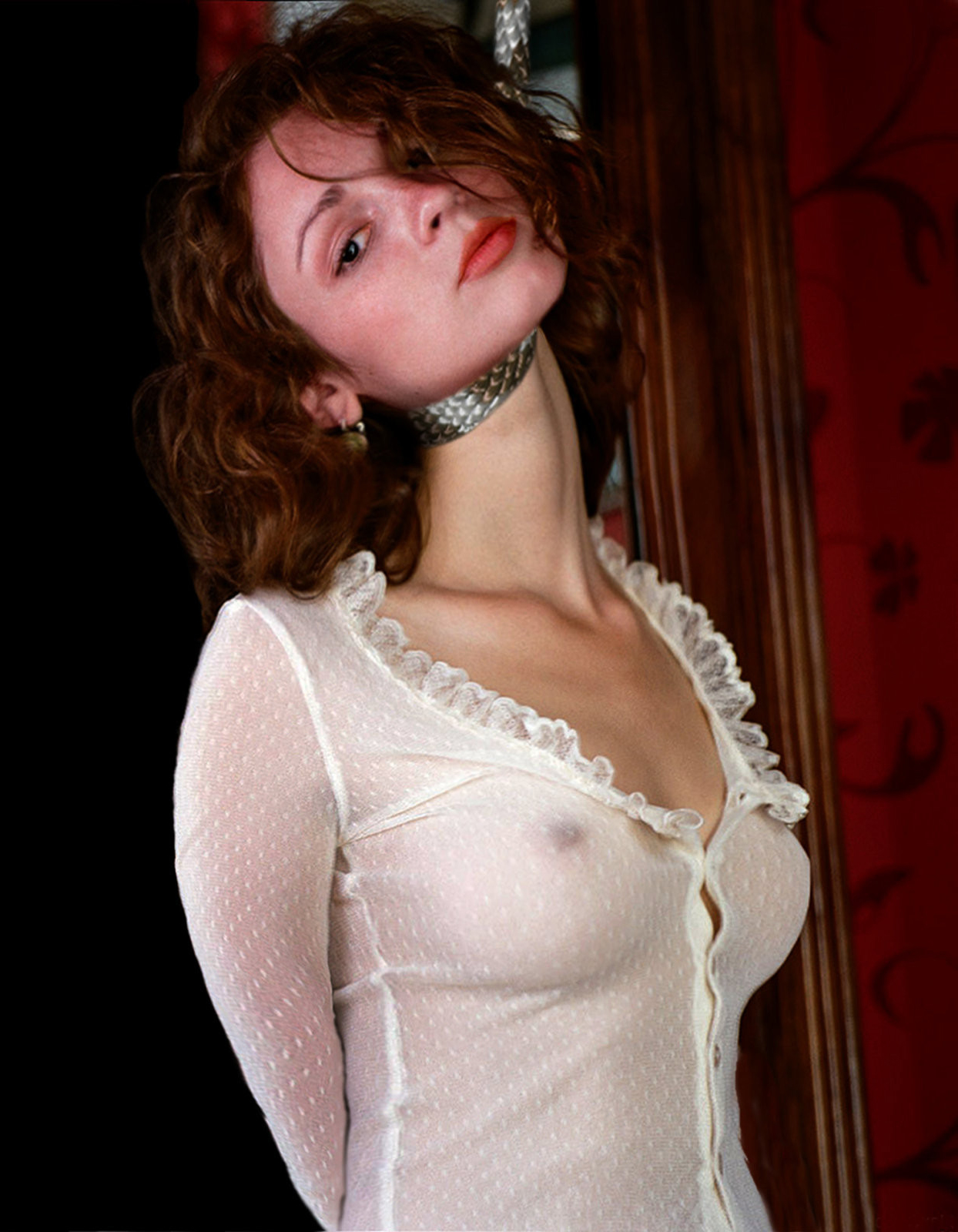
Asfixia erótica

Es considerado una parafilia (práctica sexual no ortodoxa). La Asociación Estadounidense de Psiquiatría considera que la privación de oxígeno con el objetivo de aumentar la intensidad del orgasmo se clasifica como «hipoxifilia». 
En la comunidad BDSM, las prácticas de esta naturaleza pueden ser denominadas breathplay (juego con la respiración) o edgeplay (juego al límite o juego arriesgado), y generalmente incluyen un socio participante. Al igual que otras prácticas sexuales de riesgo, el compañero amplía los límites de lo seguro, sensato y consensuado. El control de las situaciones que afectan a la respiración se puede evaluar, usando algún tipo de señal convenida para avisar a la otra persona del peligro. Esta práctica se realiza casi siempre junto a otras actividades fetichistas.

## Historia
Esta práctica parece remontarse a varios siglos de antigüedad: está registrada como práctica entre los esquimales y algunos pueblos asiáticos. La práctica de la autoasfixia erótica se ha documentado desde principios del 1600. Al principio se utilizaba como un tratamiento para la disfunción eréctil. La idea de iniciar esta práctica, pudo ser consecuencia de la observación de que algunos reos ejecutados en la horca desarrollaban una erección, que duraba a veces incluso después de la muerte (la muerte en erección), y de vez en cuando incluso se observó que el condenado eyaculaba durante el ahorcamiento o después. Se dice que fue introducida en Europa por soldados de la Legión Extranjera francesa a su regreso de la guerra de Indochina. Parece ser que estas prácticas la empleaban en los prostíbulos de Extremo Oriente para aumentar la sensación del orgasmo.

## Casos conocidos
La asfixia autoerótica es una práctica sexual de gran riesgo, pues ha llegado a ser causa de muerte en numerosos casos. Se pueden documentar los siguientes:
- El compositor Frantisek Kotzwara murió a causa de asfixia erótica en 1791. Posiblemente sea el primer caso registrado.
- El 27 de agosto de 1830, el príncipe Luis Enrique José de Borbón-Condé (1756-1830) fue encontrado ahorcado, con los pies tocando el suelo. Posiblemente estuvo implicada su amante, la Baronesa de Feuchères. Actualmente se considera que fue un caso de asfixia erótica. Fotografía tomada poco después del arresto de Sada Abe en Tokio el 20 de mayo de 1936. Los periódicos pudieron publicarla diez años después.

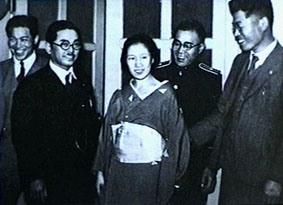
Fotografía tomada poco después del arresto de Sada Abe en Tokio el 20 de mayo de 1936. Los periódicos pudieron publicarla diez años después.

- En 1936, la japonesa Sada Abe mató a su amante, Kichizo Ishida, mediante asfixia erótica en 1936. Luego le cortó los genitales y los llevó en su bolso durante varios días. El caso causó sensación en el Japón de los años treinta. La película El imperio de los sentidos (1976) trata acerca de este caso.El actor estadounidense Albert Dekker (1905-1968).

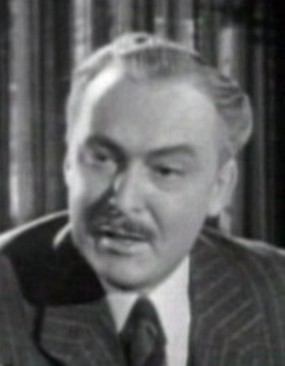
El actor estadounidense Albert Dekker (1905-1968).

- El 5 de mayo de 1968, el actor estadounidense Albert Dekker (1905-1968) fue encontrado sin vida en su cuarto de baño. Estaba desnudo, arrodillado en la bañera con un lazo alrededor del cuello atado a la barra de la cortina de baño. Estaba esposado, con los ojos vendados, amordazado y tenía escritas, por todo el cuerpo, palabras sexualmente explícitas pintadas con lápiz de labios rojo. El forense dedujo que se trató de un caso de autoasfixia erótica.
- El 18 de julio de 1975, el dibujante e historietista estadounidense Vaughn Bodē (1941-1975) murió por esta causa, aunque quizá utilizaba la asfixia como una ayuda para la meditación, porque sus últimas palabras a su hijo Mark (1963-, actualmente también historietista) fueron: «Mark, yo he visto a Dios cuatro veces, y pronto voy a volver a verlo. Eso para mí es lo número uno, y tú eres el número dos».[2]
- En 1994, el diputado conservador británico Stephen Milligan murió en un caso de autoasfixia erótica combinado con autobondage.[3]
- El 17 de mayo de 1996, el cantautor estadounidense de rock Kevin Gilbert murió a causa de esta práctica.
- El 16 de octubre de 1996, Sharon Lopatka (1961-1996) fue asfixiada hasta morir por un hombre que había localizado a través de un mensaje de Internet (donde pedía un hombre que tuviera la fuerza suficiente para asfixiarla hasta morir mientras realizaban el acto sexual).
- El 22 de noviembre de 1997, el cantante australiano Michael Hutchence (1960-1997) fue encontrado muerto en su habitación de hotel en Sídney. Aunque la causa oficial de su muerte fue el suicidio, podría haber muerto a causa de asfixia autoerótica.[4]
- El 19 de agosto de 2004, Kristian Etchells (29), joven neonazi británico del partido Frente Nacional.[5]
- El 28 de marzo de 2007, el New York Times presentó la historia de un adolescente que sufrió un ataque cardiaco y pasó tres días en estado de coma después de ahorcarse a solas. Meses después, tras su recuperación, se dedicó a hacer presentaciones en escuelas para hablar contra este juego peligroso.[6]
- El 4 de junio de 2009, el actor David Carradine (1936-2009) fue hallado muerto en su habitación de hotel en Bangkok, Tailandia, con signos de haber practicado la asfixiofilia.[7]
- El 20 de diciembre de 2011, el economista y político argentino Iván Heyn fue encontrado desnudo y ahorcado en su habitación del hotel Radisson de Uruguay. La investigación judicial concluyó que su muerte fue producto de la búsqueda de placer en soledad, combinado con una práctica extrema como la de apretarse el cuello con un cinturón de vestir.
- El 3 de septiembre de 2013 Ariel Castro, quien secuestró, violó y maltrató durante una década a tres mujeres en Cleveland (EE. UU.), fue hallado muerto en su celda del centro penitenciario de las afueras de Columbus (Ohio) donde cumplía condena, con los pantalones y la ropa interior "bajados hasta los tobillos".[8]
- El 3 de enero de 2025 la pareja del músico argentino Julio Moura fue hallada sin vida con signos de ahorcamiento. Según declaró el músico a la policía la muerte se produjo en el contexto de una práctica de asfixia erótica.[9]

## En obras de ficción
En varias películas y libros se relatan casos malogrados de asfixiofilia:
- En Justine o los infortunios de la virtud del Marqués de Sade (1787).
- En la película franco-japonesa El imperio de los sentidos (1976), de Nagisa Ōshima (1932-2013).
- Tokyo Decadence (1992), dirigida por Ryu Murakami.
- En 1993, Rising sun (Sol naciente), película basada en la novela homónima de Michael Crichton.
- En la película Días extraños (1995), de Kathryn Bigelow.
- En 2000, en el episodio 22 de la primera temporada de Queer as Folk (2000-2005) se toca el tema de la asfixiofilia.
- En la película estadounidense Ken Park (2002), de Larry Clark (1943-), uno de los protagonista se masturba viendo un partido de tenis mientras se ahoga con un pañuelo atado desde el cuello al picaporte de una puerta.
- Young and Seductive, película del año 2003.
- Six Feet Under (2001-2005), serie estadounidense de televisión. Cada episodio inicia con una muerte. Una de ellas es la de un renombrado abogado que muere por asfixiofilia.
- En 2006, en el capítulo «Eliana, cuñada» (capítulo vigésimo quinto de la segunda temporada) de la serie argentina Mujeres asesinas, Eliana asfixia a su cuñada y amante Joana.
- En South Park el personaje Kenny McCormick se asfixió autoeróticamente vestido de Batman en el episodio "Curación sexual", el primer episodio de la decimocuarta temporada.
- En 2006, "Room service" ("Servicio de habitaciones"), segundo episodio de la sexta temporada de la serie estadounidense CSI: Crime Scene Investigation.
- En la serie de dibujos para adultos Archer, la secretaria del ISIS Cheryl tiene un fetiche con la asfixia erótica.
- En la serie animada para adultos de Netflix BoJack Horseman, Corduroy y uno de los agentes de Mr. Peanutbutter son encontrados muertos practicando la asfixia erótica.
- En la Serie Rick y Morty (Temporada 1 Episodio 10) El Protagonista Morty junto con su amiga Jessica encuentran a Squanchy, amigo de Rick, practicando la autoasfixia erótica.
- En la novela Eva (2017), de la saga Falcó del escritor Arturo Pérez-Reverte se describe un intenso episodio erótico, con erección sobrevenida, durante el estrangulamiento en una pelea —a vida o muerte— que mantienen dos de los personajes.
- En la película World's Greatest Dad (2009) el hijo del protagonista muere mediante esta práctica.
- En la novela La sangre manda de Stephen King (2020), en el primer cuento (El teléfono del señor Harrigan), muere Kenny Yanko por esta práctica.